# Fontaine aux Dauphins (Givry)
La fontaine aux Dauphins est une fontaine située rue de l'Hôtel de Ville, sur le territoire de la commune de Givry dans le département français de Saône-et-Loire et la région Bourgogne-Franche-Comté.

## Historique
Elle fait l'objet d'un classement au titre des monuments historiques depuis le 29 octobre 1931.